# Barron (Wisconsin)
Pour les articles homonymes, voir Barron.
La ville de Barron est le siège du comté de Barron, dans l’État du Wisconsin, aux États-Unis. Sa population s’élevait à 3 423 habitants lors du recensement de 2010, estimée à 3 311 habitants en 2016.

## Source
- (en) Cet article est partiellement ou en totalité issu de l’article de Wikipédia en anglais intitulé « Barron, Wisconsin » (voir la liste des auteurs).